# Rhymoleia tanganyikae
Rhymoleia tanganyikae är en tvåvingeart som beskrevs av Loïc Matile 1973. Rhymoleia tanganyikae ingår i släktet Rhymoleia och familjen svampmyggor.
Artens utbredningsområde är Tanzania. Inga underarter finns listade i Catalogue of Life.